# Tự tính
Tự tính (zh. 自性, sa. svabhāva, ja. jishō) chỉ cái tính nằm sau mọi hiện tượng, cái ngã. Theo quan điểm Đại thừa, tất cả mọi sự đều không có tự tính (sa. asvabhāva), vô ngã, tức là không có một cái gì chắc thật, riêng biệt đứng đằng sau các trình hiện. Điều đó không có nghĩa sự vật không có thật, chúng hiện diện nhưng chúng chỉ là những dạng xuất hiện của tính Không, tự tính là tính Không (tự tính không 自性空, sa. svabhāva-śūnyatā). Đây là quan điểm trung tâm của tư tưởng Bát-nhã ba-la-mật-đa (sa. prajñāpāramitā) và Trung quán (sa. madhyamaka).
Tuy nhiên, trong Thiền tông và các tông phái của Đại thừa tại Trung Quốc, danh từ "tự tính" được dùng để chỉ cho bản thể thật sự của chúng sinh, vạn vật, đồng nghĩa với Phật tính (sa. buddhatā, ja. busshō) và nên phân biệt nó với cái tiểu ngã mà Phật đã bác bỏ.